# Orthotettoides bannaensis
Orthotettoides bannaensis är en insektsart som beskrevs av Zheng, Z. 1998. Orthotettoides bannaensis ingår i släktet Orthotettoides och familjen torngräshoppor. Inga underarter finns listade i Catalogue of Life.